# Art (Texas)
Art è una comunità non incorporata della contea di Mason, Texas, Stati Uniti.